# Inferno (powieść Dana Browna)
Inferno – czwarta z cyklu powieść amerykańskiego pisarza Dana Browna, której bohaterem jest historyk sztuki profesor Robert Langdon. Na rynku amerykańskim książka została wydana 14 maja 2013 roku przez wydawnictwo Doubleday. Polska premiera odbyła się 9 października 2013 r.
16 lipca 2013 roku wytwórnia Sony Pictures poinformowała, że filmowa adaptacja powieści pojawi się w kinach 14 października 2016 roku, a jej reżyserem zostanie Ron Howard. Z kolei Tom Hanks ponownie wcieli się w postać Roberta Langdona.

## Fabuła
Profesor Robert Langdon budzi się we florenckim szpitalu z raną głowy i amnezją. Opiekująca się nim doktor Sienna Brooks mówi mu, że został draśnięty kulą i doznał wstrząsu mózgu. Nagle w szpitalu pojawia się kobieta o imieniu Vayentha, która zabija jednego z lekarzy i z niewiadomych przyczyn chce zlikwidować również Langdona. Profesor z pomocą Sienny ucieka jednak z budynku. Później w kieszeni marynarki znajduje tajemniczy przedmiot opatrzony znakiem zagrożenia biologicznego. Postanawia skontaktować się w tej sprawie z konsulatem amerykańskim, który ujawnia, że go poszukuje i nalega żeby podał miejsce swojego pobytu. Profesor ze względów bezpieczeństwa postanawia wskazać miejsce w pobliżu mieszkania Sienny. Gdy jednak zamiast pracowników konsulatu na miejsce przyjeżdża Vayentha, Langdon nabiera przekonania, że to rząd USA chce go zabić.
W tej sytuacji decyduje się otworzyć tajemniczy pojemnik, w którym znajduje małą cylindryczną kość z wbudowanym projektorem wyświetlającym zmodyfikowaną wersję rysunku Mapy Piekła Botticellego. Odkrywa również napis mówiący, że prawdę można zobaczyć tylko w oczach śmierci. Razem ze Sienną dochodzi do wniosku, że musi to mieć jakiś związek z dziełem Dantego.

## Bohaterowie
- Robert Langdon – harvardzki profesor sztuki i specjalista od symboli. Główny bohater powieści.

- Bertrand Zobrist – genialny, choć obłąkany naukowiec mający obsesję na punkcie Boskiej komedii Dantego. Chce rozwiązać problem światowego przeludnienia poprzez wypuszczanie wirusa, który ustabilizuje liczbę ludzi na świecie.
- (Felicity) Sienna Brooks – lekarka i była kochanka Zorbista, która pomaga profesorowi odnaleźć wirusa. Wcześniej należała do grupy zwanej Konsorcjum i była wierną zwolenniczką naukowca, przez co jej lojalność w stosunku do Langdona pozostaje do końca powieści niepewna.
- Elizabeth Sinskey – przewodnicząca Światowej Organizacji Zdrowia, która wynajmuje Langdona do odnalezienia wirusa Zobrista.
- Zarządca – szef Konsorcjum, który po śmierci Zorbista usiłuje chronić informacje o miejscu przechowywania wirusa przed profesorem i Sinskey. Postanawia im jednak pomóc, kiedy zaczyna rozumieć, że pomagał Zobristowi w bioterroryzmie.
- Vayentha – agentka na usługach Konsorcjum, która podąża tropem profesora. Ginie podczas konfrontacji z nim i Brooks w Pałacu Vecchio.
- Christoph Brüder – szef zespołu SRS (części Europejskiego Centrum ds. Zapobiegania i Kontroli Chorób), który zostaje wynajęty przez Sinskey do odnalezienia Langdona, po tym jak traci z nim kontakt.
- Marta Alvarez – pracownica Pałacu Vecchio we Florencji, która pomaga Langdonowi rozwiązać tajemnicę pośmiertnej maski Dantego.
- Ignazio Busoni – dyrektor Il Duomo we Florencji, który pomaga Langdonowi rozwiązać tajemnicę pośmiertnej maski Dantego.
- Jonathan Ferris – agent Konsorcjum działający w rzekomym porozumieniu ze Światową Organizacją Zdrowia.
- Ettore Vio – kustosz Bazyliki Św. Marka w Wenecji.
- Mirsat – przewodnik po Hagia Sophii w Stambule.

## Przyjęcie
Książka otrzymała mieszane recenzje ze strony krytyków. Z jednej strony The New York Times pochwalił ją m.in. za liczne zagadki oraz postać profesora Langdona, którą tak energicznie stworzył Dan Brown. Nowojorski Daily News również zamieścił przychylną recenzję, w której napisał, że jest to wstrząsająca rozrywka, w której przeplatają się zaszyfrowane wiadomości, historia sztuki, nauka oraz bliski Sąd Ostateczny. Z drugiej jednak strony wielu recenzentów oceniło powieść zdecydowanie gorzej. James Kidd z The Independent, przy całej aprobacie dla fabuły, uznał prozę Browna za niezbyt zręcznie napisaną. Samra Amir z The Express Tribune skrytykowała jej przewidywalność i malapropizm, zauważając jednocześnie, że do końca potrafi trzymać w napięciu.  